# 高源院 (文京区)
高源院（こうげんいん）は、東京都文京区にある曹洞宗の寺院。

## 歴史
元和年間（1615年 - 1624年）に開山された。「元和年間の開創で、開山：門解蘆関、開基：榊原七郎右衛門」としている文献（『小石川区史』など）が多いが、異伝では、「徳川家康の江戸入府以前の開創で、開山：門解蘆関、開基：三橋氏、中興：榊原七郎右衛門」としている。しかし門解蘆関と榊原七郎右衛門の没年は、それぞれ1654年（承応3年）と1652年（慶安5年）であり、開山と中興にしては同時代人すぎるため、疑わしいとしている。
1923年（大正12年）の関東大震災や1945年（昭和20年）の東京大空襲では、いずれも軽微な被害で済んでいる。

## 寺宝等
- 聖観音菩薩像（本尊）
- 釈迦如来坐像
- 地蔵菩薩立像
- 観音菩薩立像

## 墓所
- 金子元臣（国文学者、歌人）
- 熊沢鳥酔（俳人）
- 松宮観山（儒学者）
- 立作太郎（国際法学者）

## 交通アクセス
- 茗荷谷駅より徒歩8分。